# National Science and Media Museum

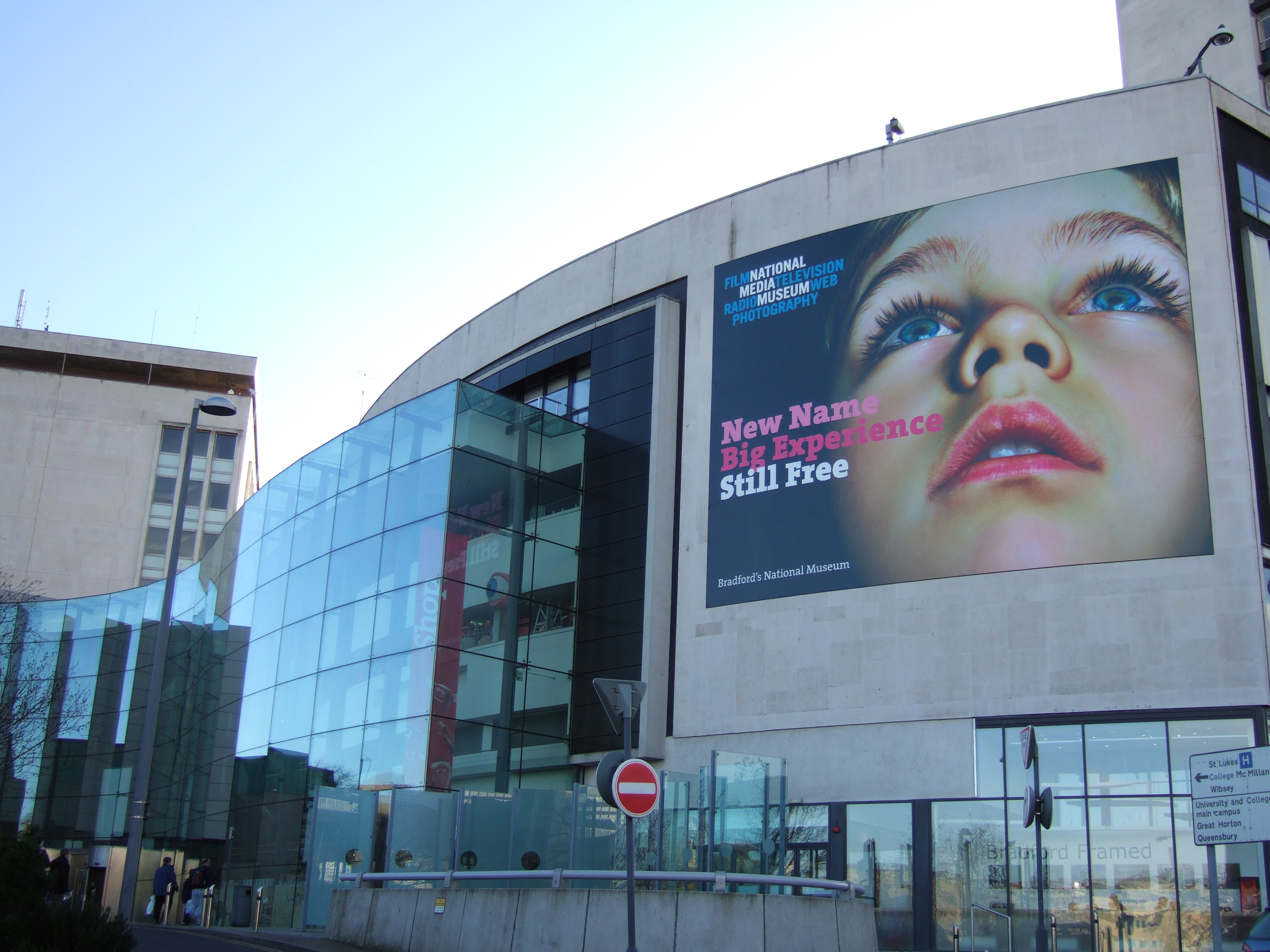
National Science and Media Museum

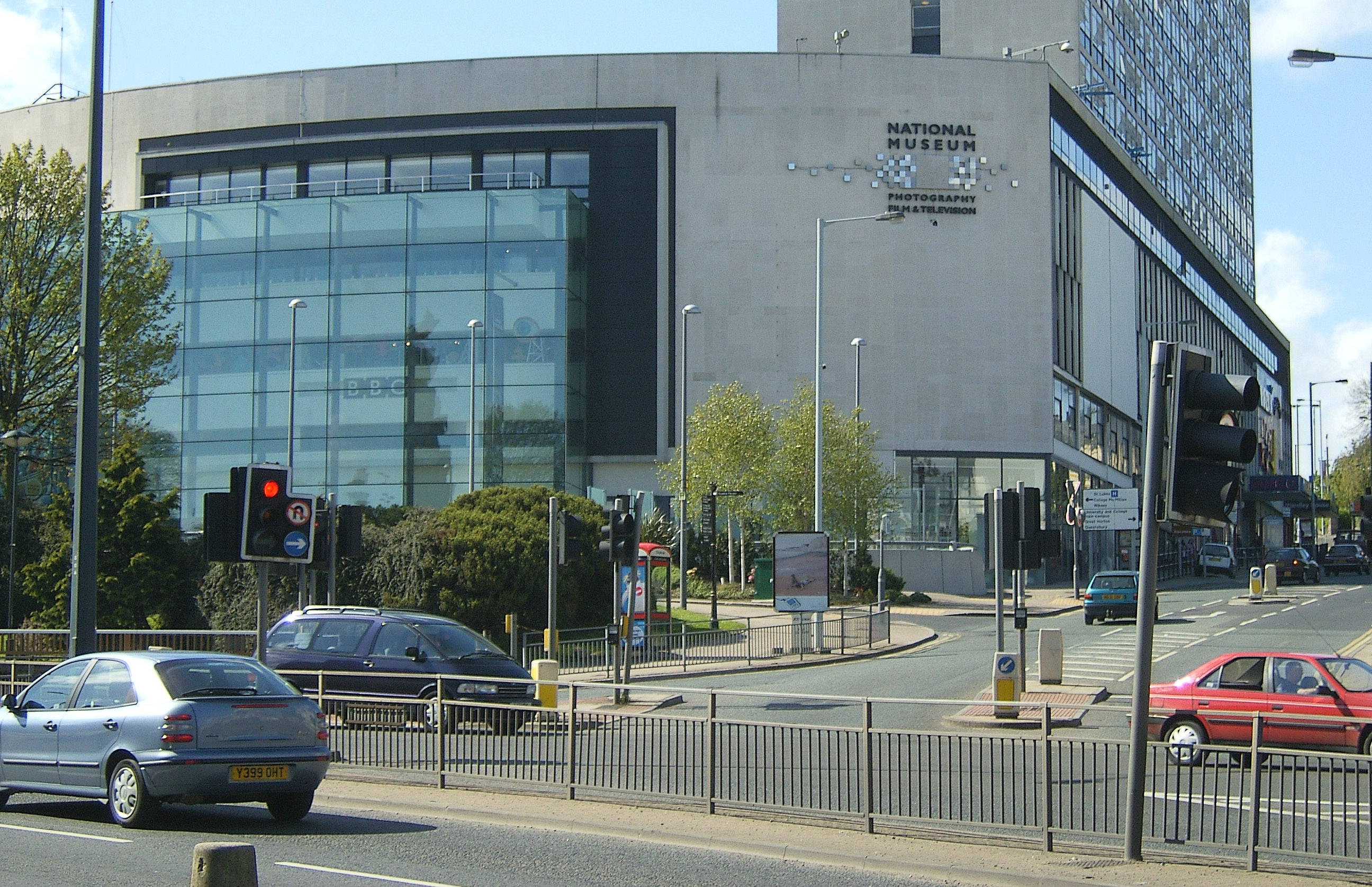
National Science and Media Museum

National Science and Media Museum (česky Národní muzeum vědy a médií), dříve The National Museum of Photography, Film & Television (1983–2006) a National Media Museum (2006–2017) je muzeum v Bradfordu ve West Yorkshire v Anglii. Je součástí muzea National Museum of Science and Industry, které se v roce 2009 umístilo na 20. místě nejpopulárnějších muzeí ve Spojeném království mimo Londýn s celkem 613 923 návštěvníky.

## Historie
Muzeum se nachází v místě bývalého divadla a umělecké galerie v centru města Bradford a vzniklo jako výsledek jednání mezi paní Margaret Westonovou a městem Bradford. Muzeum (pod názvem National Museum of Photography, Film and Television) se otevřelo návštěvníkům 16. června 1983. V roce 1989, u příležitosti oslav 150. narozenin fotografie, otevřelo muzeum galerii Kodak Gallery s celkem 10 000 předměty, které ilustrují fotografii od jejího vzniku. Dne 1. prosince 2006 se muzeum přejmenovalo na National Media Museum.
V březnu 2012 muzeum otevřelo jako první na světě galerii věnovanou zkoumání sociálních, technologických a kulturních dopadů internetu. Life Online (česky Život online) se nachází na dvou místech muzea. První z nich je stálá expozice v hale a druhá je dočasná výstava na 7. patře. První výstava se zabývá tématem open source: Je internet, jak ho známe, v ohrožení? Prozkoumává open source povaze internetu a aktuální hrozby neutralita, která by mohla znamenat konec této kultury.

## Provoz muzea
Vstup je zdarma s výjimkou sálů kin. Muzeum je otevřeno od 10 do 18 hodin každý den. V roce 1998 proběhla rekonstrukce muzea v ceně 16 milionů liber a vznikla galerie nových digitálních technologií.
Instituce obsahuje sedm stálých expozic:
- Kodak Gallery – Galerie Kodak provede návštěvníka historií populární fotografie, od světa prvního snímku až po digitální fotografii v současnosti. Většina exponátů v galerii jsou převzaty ze sbírek muzea, tedy 35 000 objektů a obrazů darovaných společností Kodak Ltd.
- Life Online – Life Online je první galerie na světě, která se věnuje výzkumu sociálního, technologického a kulturního dopadu internetu. Sleduje historii internetu, odhaluje jak změnil životy lidí a sleduje nejnovější trendy.
- Experience TV
- TV Heaven
- Magic Factory
- Animation
- Games Lounge

## Sbírky
Sbírky obsahují 3,5 milionu předmětů historické, kulturní i sociální hodnoty - včetně prvního fotografického negativu, nejstarší televizní záznamy, první kinofilm na světě (film Louise Le Prince z roku 1888 o Roundhay Garden Scene a Leeds Bridge). Obsahuje také první seriál BBC s názvem Play School, který vysílala stanice BBC2. Sbírky jsou přístupné ve studijním centru Insight. Sbírka společnosti Royal Photographic Society byla do muzea převedena ve prospěch národa v roce 2003.
Součástí sbírek jsou také fotografie víl z Cottingley, které pořídily dvě mladé sestřenice Elsie Wrightová a Frances Griffithsová na počátku 20. století a dva z jejich použitých fotoaparátů.

## Galerie
Některé předměty ze sbírek muzea:

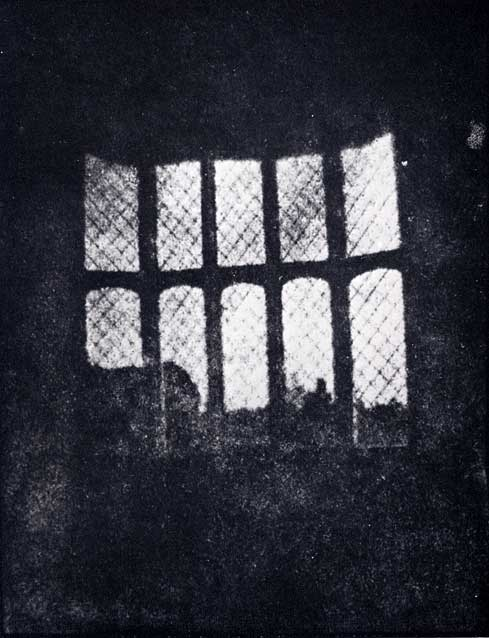
Arkýřové okno v Lacock Abbey - nejstarší negativ na světě, který pořídil William Fox Talbot v srpnu roku 1835
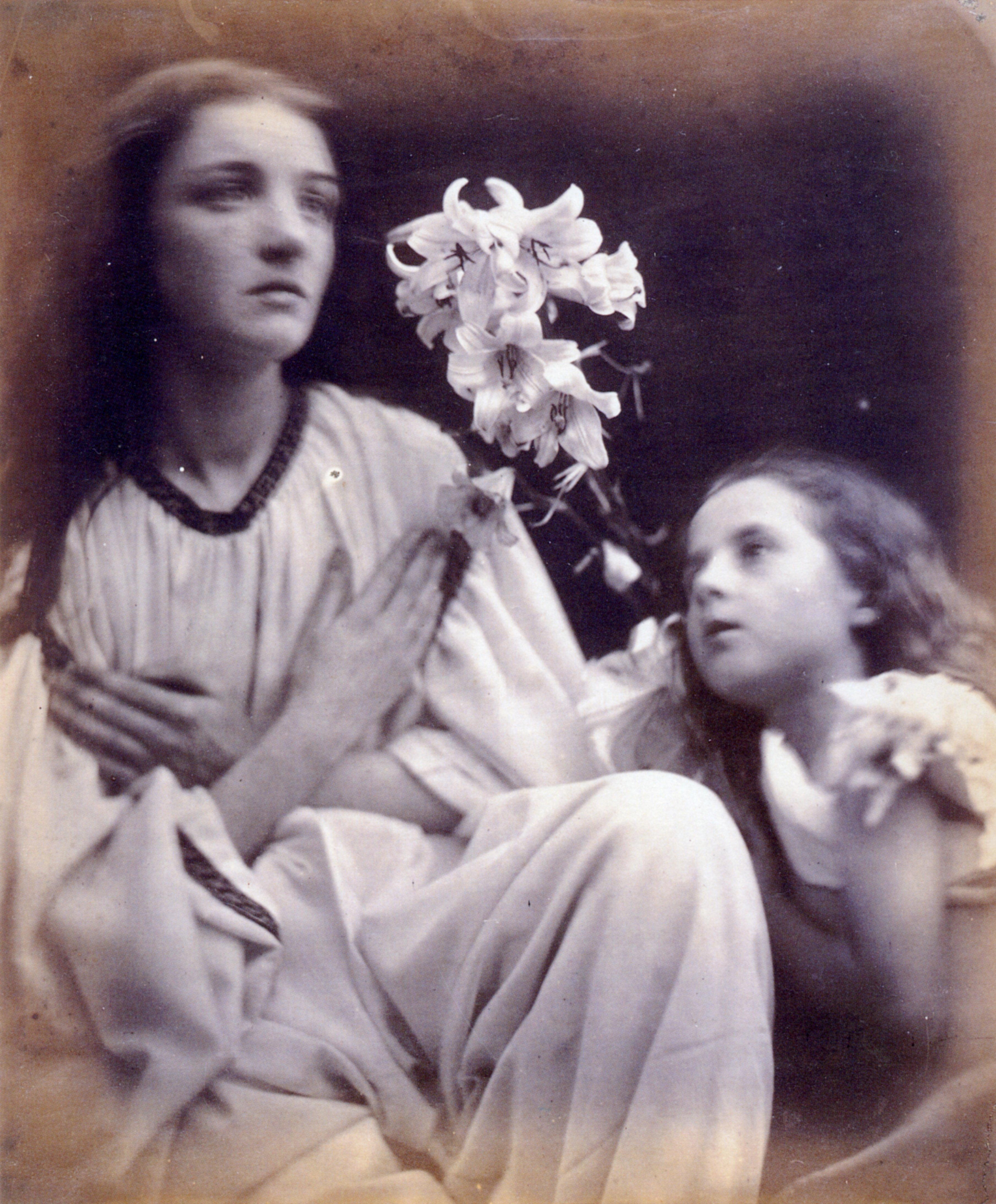
Julia Margaret Cameronová: Studie na způsob Francia
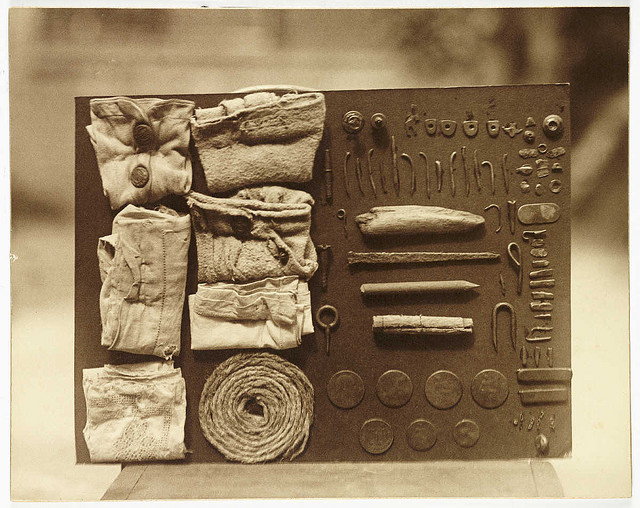
Frederick Willam Bond: Obsah pštrosího žaludku
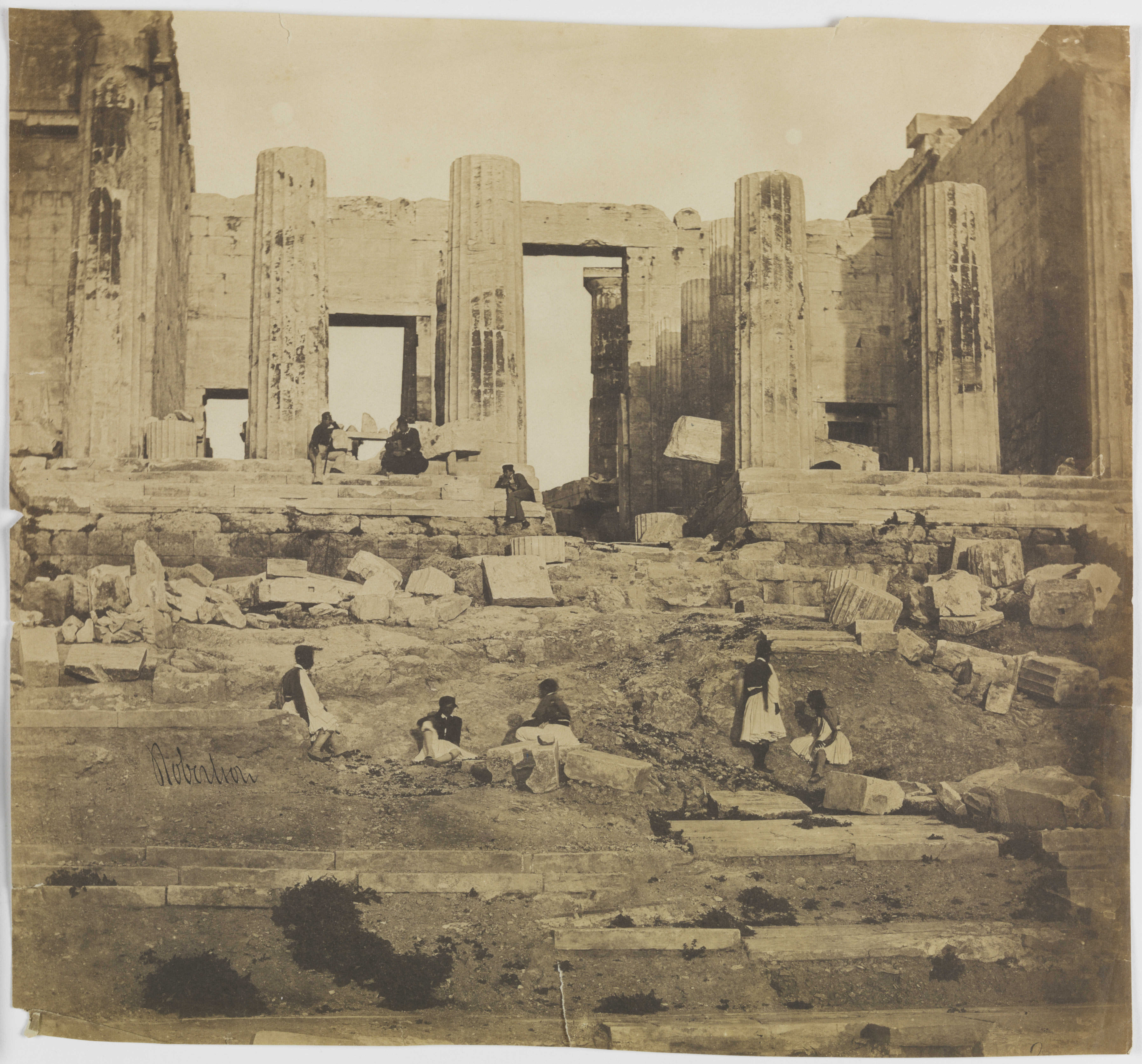
James Robertson: Ruiny chrámu, Řecko
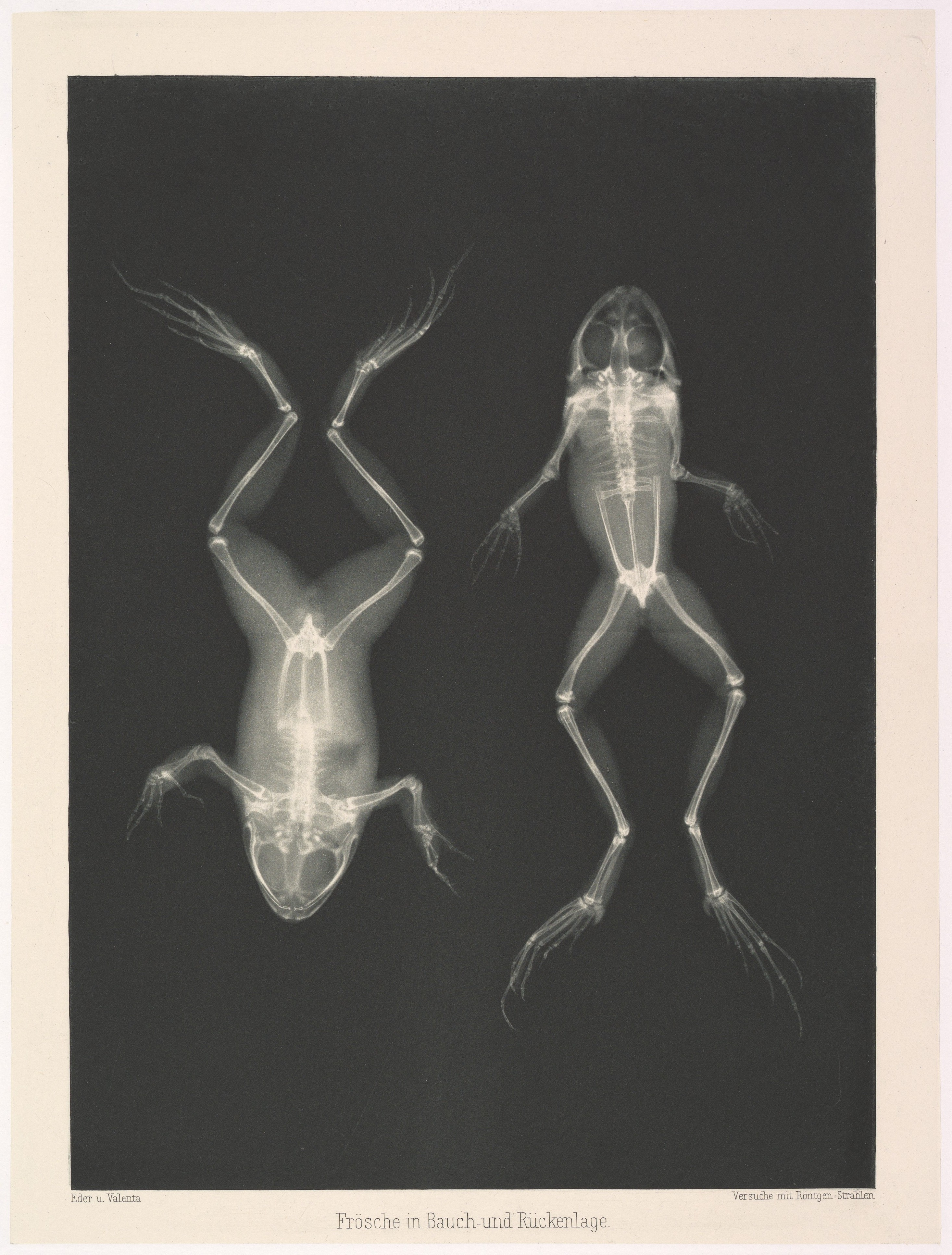
Josef Maria Eder: Žába pod rentgenem
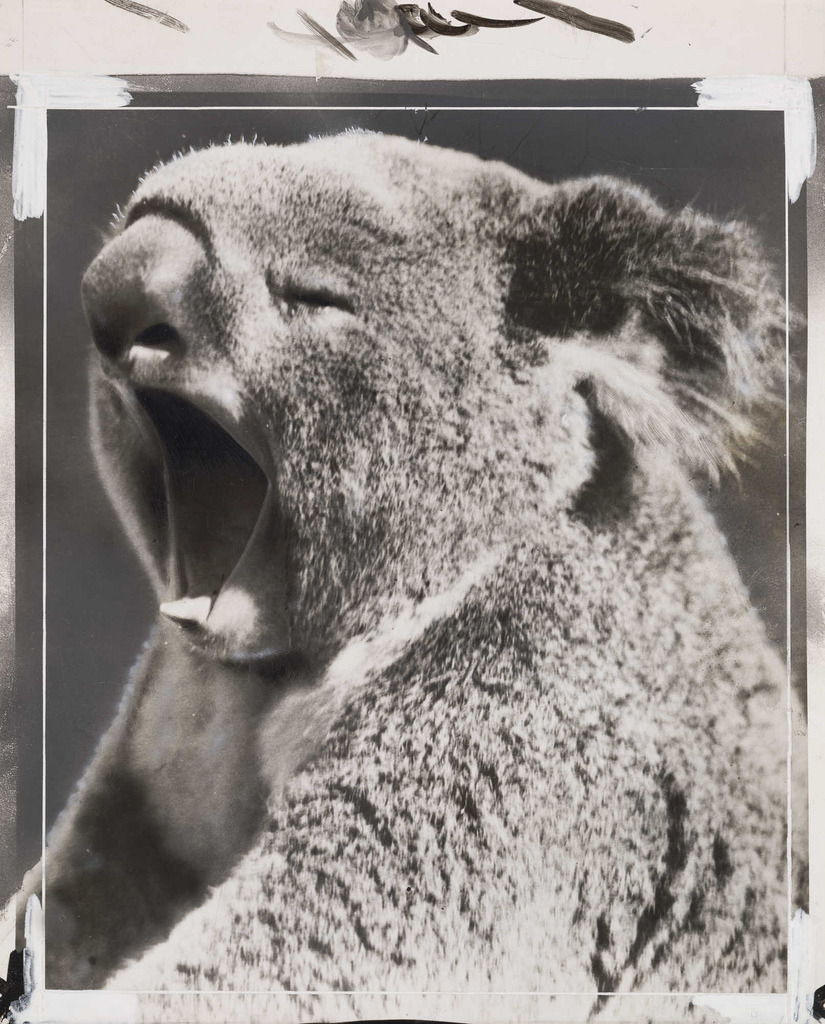
Fox Photos: Zívající koala
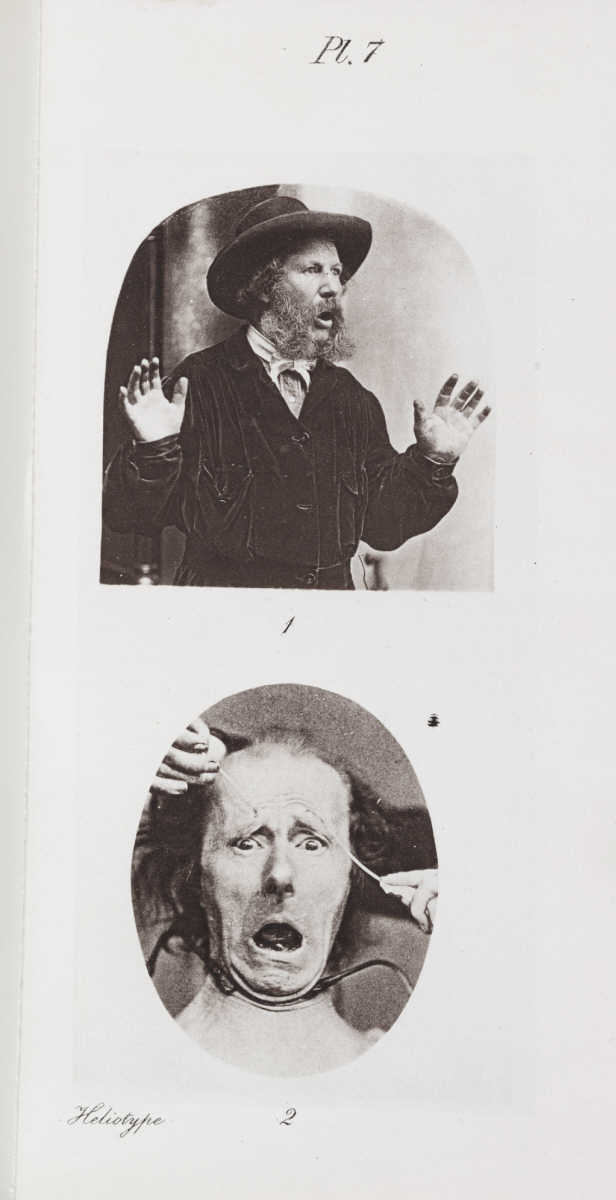
Charles Darwin: Strach z díla The Expression of Emotions in Man and Animals (česky Vyjádření emocí lidí a zvířat), Londýn, 1872
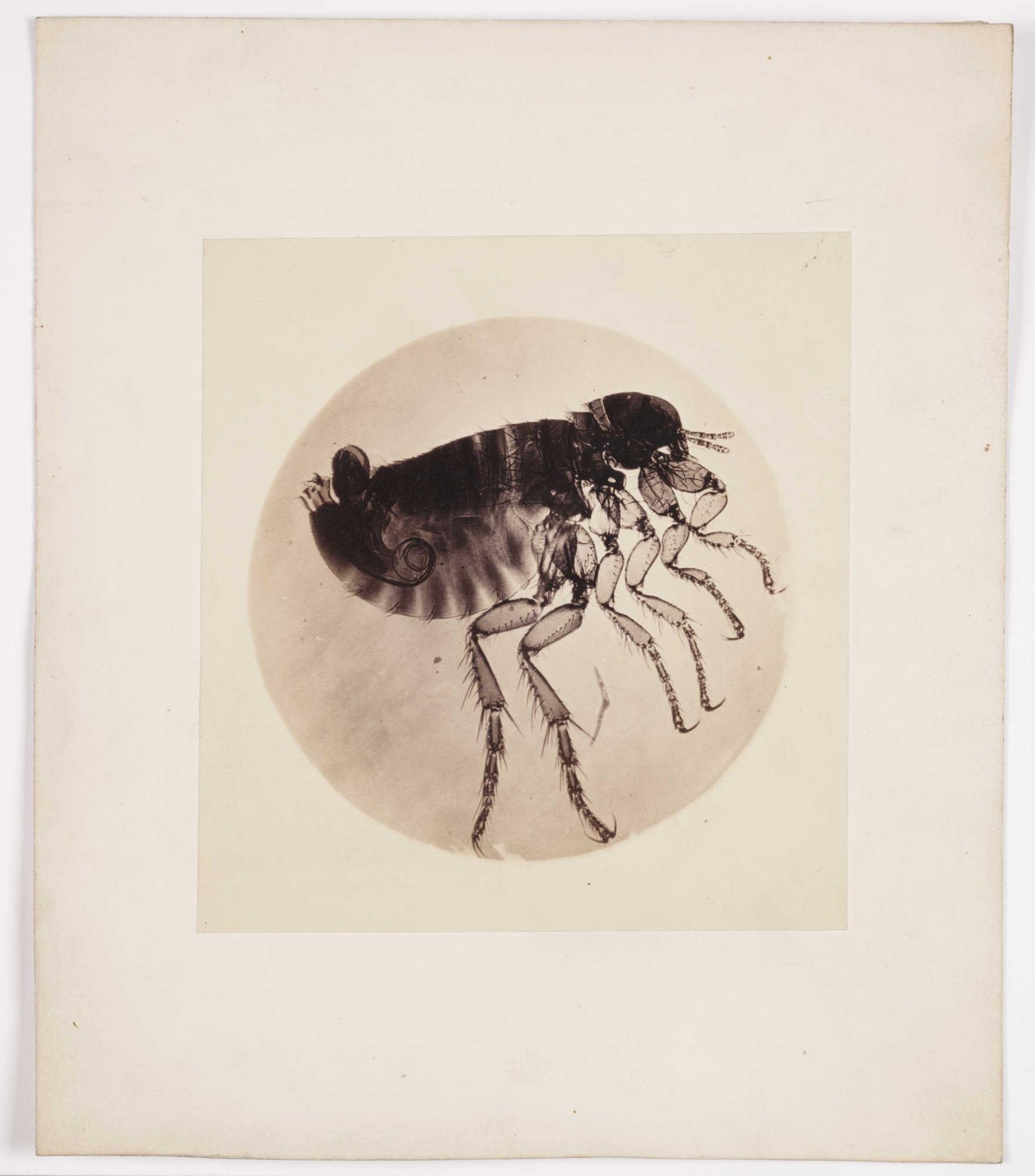
Arthur E. Durham: mikrofotografie blechy, asi 1863
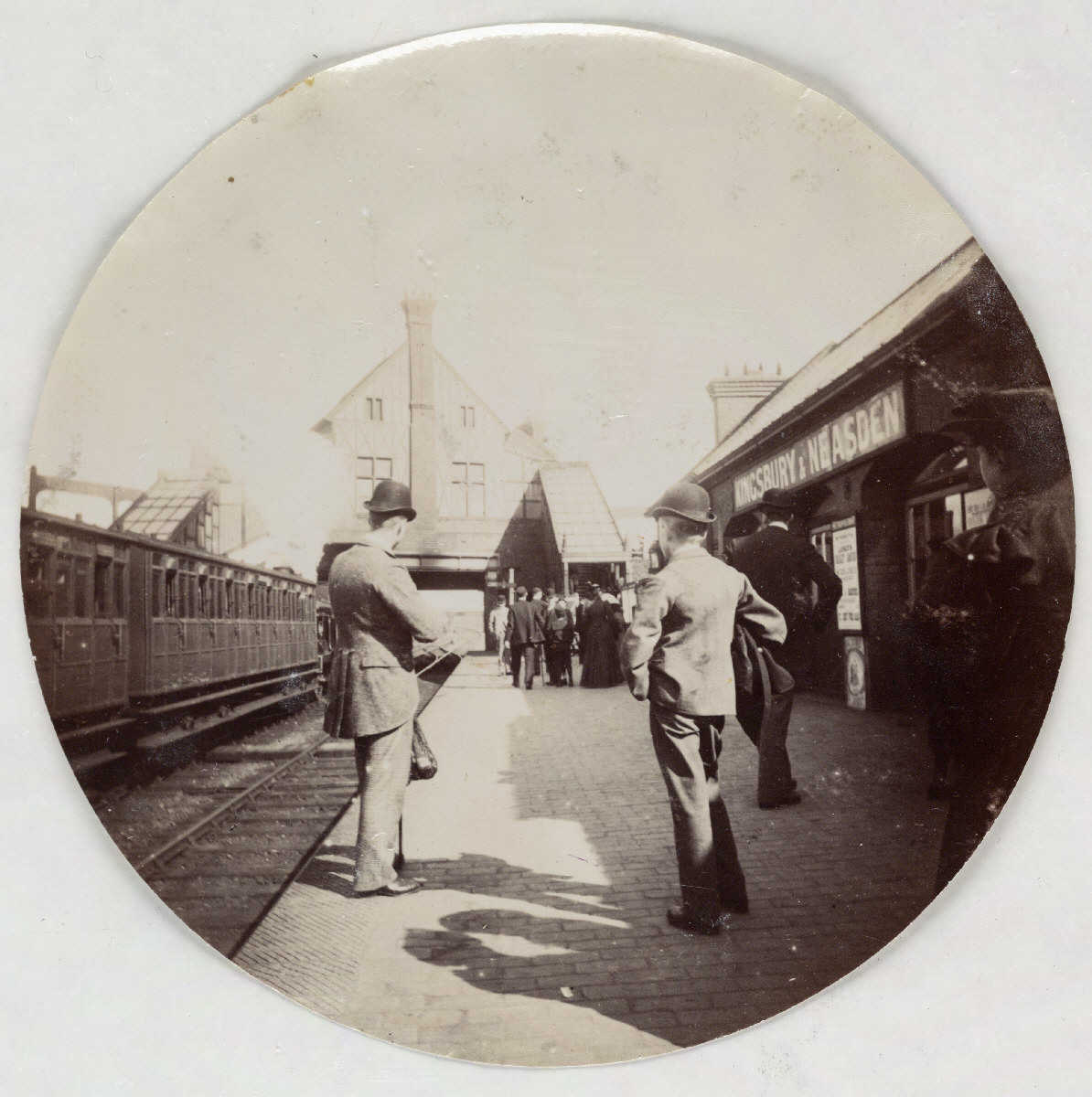
Stanice Kingsbury and Neasden, typický kruhový formát fotografií Kodak
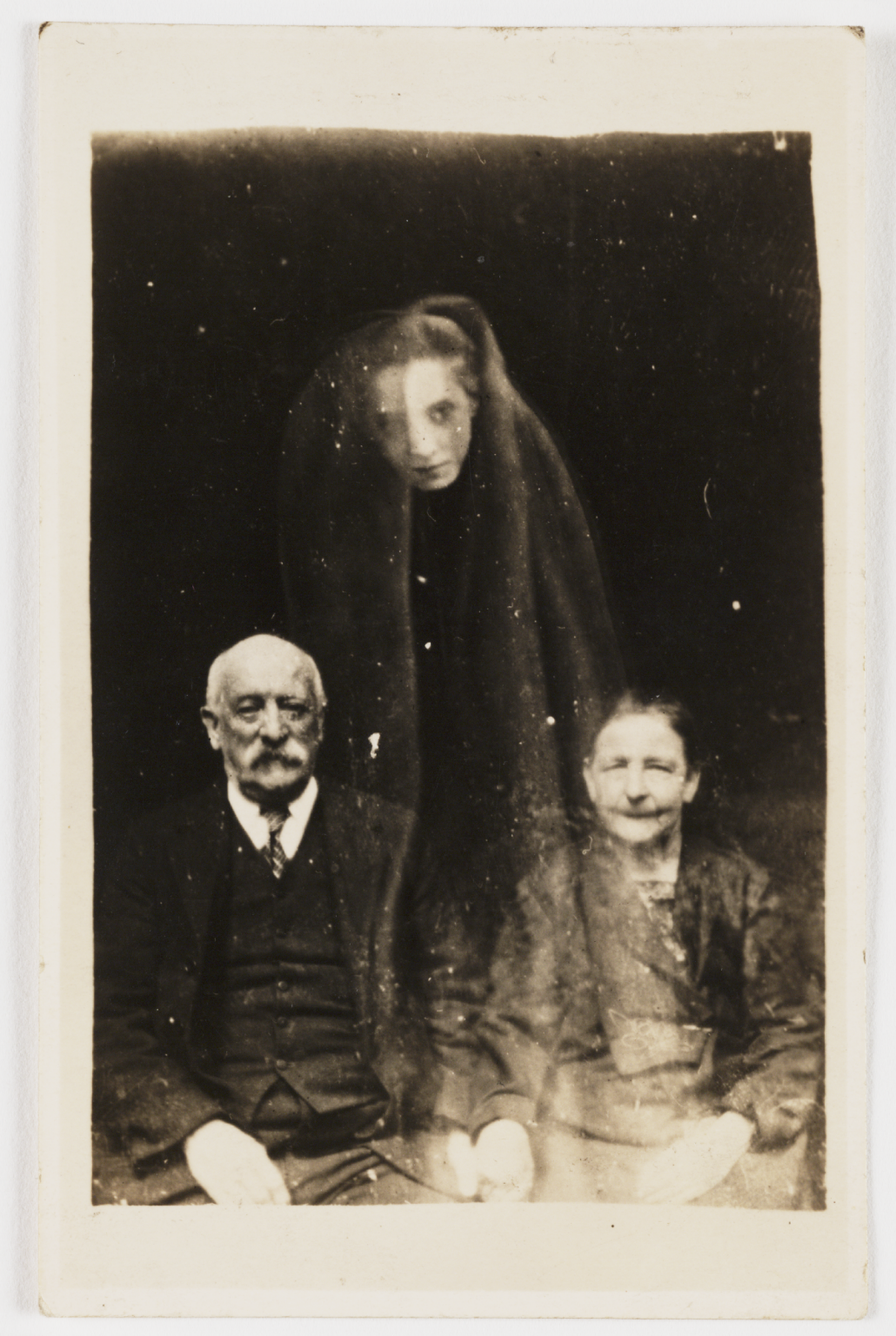
William Hope: Starší pár s duchem mladé dívky
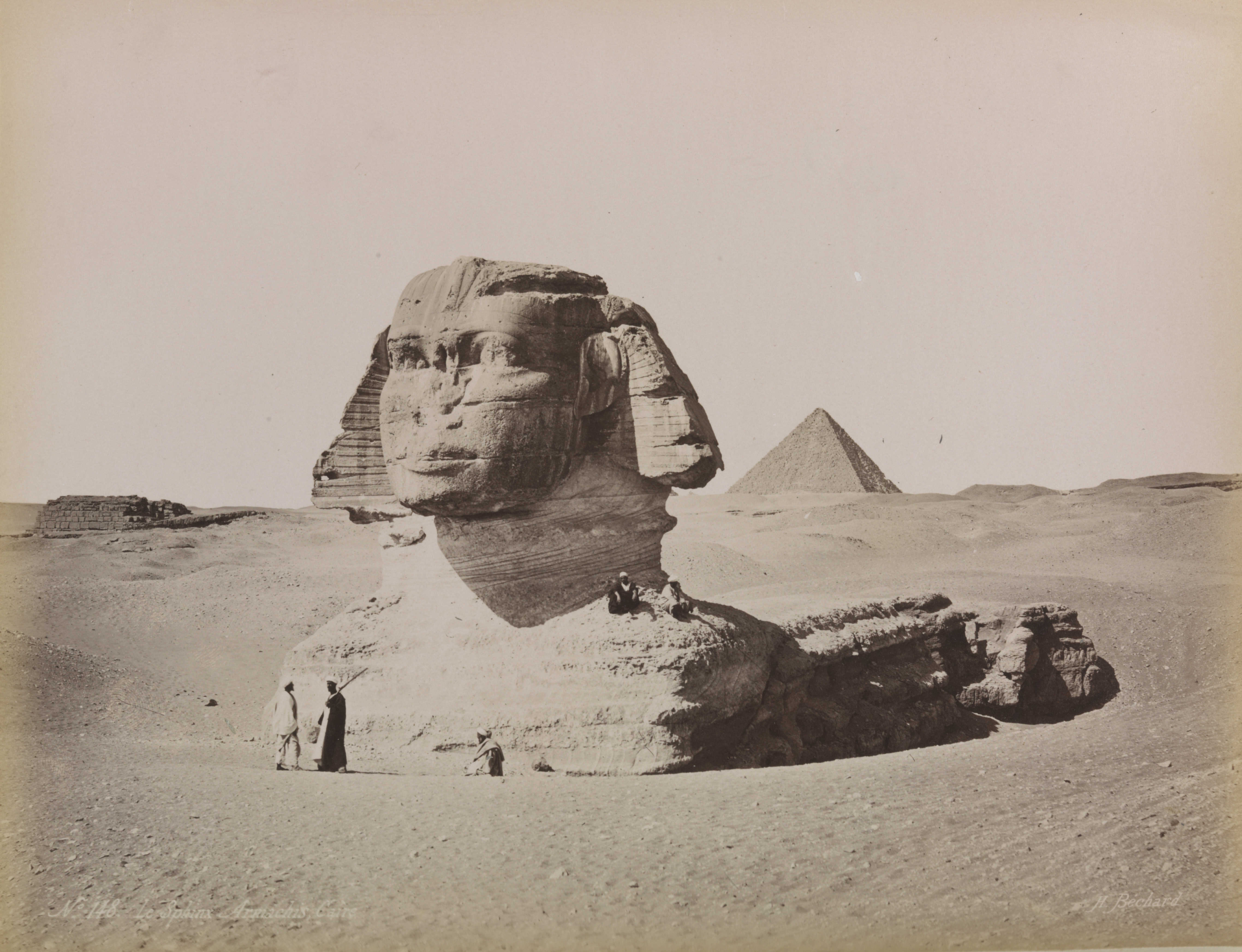
Henri Béchard: Velká sfinga v Gíze, 1870-1880, největší socha vytesaná z jednoho kusu kamene